# Barraca de vesc (Alcanar)
La Barraca de vesc és un edifici d'Alcanar (Montsià) inclòs a l'Inventari del Patrimoni Arquitectònic de Catalunya.

## Descripció
Es tracta d'una barraca feta amb un garrofer i canyes -a la part baixa-, utilitzada per caçar tords de la següent manera: als branquillons, untats amb vesc, hi acudeixen aquestes aus atretes prèviament amb un reclam. Així és més fàcil enxampar-los.

## Història
Les barraques del vesc o de caçar el tord són freqüents a aquestes contrades i al nord del País Valencià. Inicialment, el reclam emprat era una espècie de xiulet que imitava el cant dels ocells. Ara es fa amb una "cassette".
La temporada de cacera del tord és entre l'octubre i el novembre i, actualment, es fan unes estades d'un més seguit a les barraques. Abans però, eren més curtes, potser vesprades, caps de setmana o uns dies.